# Janczyn (gmina)
Janczyn – dawna gmina wiejska w powiecie przemyślańskim województwa tarnopolskiego II Rzeczypospolitej. Siedzibą gminy był Janczyn.
Gminę utworzono 1 sierpnia 1934 r. w ramach reformy na podstawie ustawy scaleniowej z dotychczasowych gmin wiejskich: Baczów, Biłka, Błotnia, Dusanów, Janczyn, Kosteniów, Podusilna i Podusów.
Po wybuchu II wojny światowej okupowana przez ZSRR. W 1941 roku przejęta przez władze hitlerowskie, którzy włączyli ją do powiatu złoczowskiego w dystrykcie Galicja w Generalnym Gubernatorstwie. Tam gmina Janczyn uległa zmianom granic, kiedy przyłączono do niej Brykoń, Meryszczów, Pletenice i Wołków, należące przed wojną do gminy Przemyślany.
Po wojnie obszar gminy został odłączony od Polski i włączony do Ukraińskiej SRR w ZSRR.